# Edward Soja
Edward William Soja (Nova York, 1941 - Los Angeles, 2015) foi um geógrafo  auto-proclamado urbanista norte-americano. Lecionou na Universidade da Califórnia em Los Angeles e atuou nas áreas de planejamento urbano e regional. Soja foi autor de diversos livros sobre o desenvolvimento africano e, mais recentemente, sobre a reestruturação econômica e espacial da região de Los Angeles.
Em uma de suas famosas obras, Geografias Pós-Modernas, faz uma poderosa crítica ao historicismo e a seus efeitos, que restringem a imaginação geográfica, o autor passa pela obra de Foucault, Berger, Giddens, Berman, Jamenson e, sobretudo, Henri Lefebvre, para defender um materialismo histórico e geográfico, um repensar radical da dialética do espaço, do tempo e do ser social.